# 希夫劳
希夫劳是奥地利施蒂利亚州莱奥本县的一个市镇。总面积46.97平方公里，总人口902人，人口密度19.2人/平方公里（2005年）。